# Algeriets Davis Cup-lag
Algeriets Davis Cup-lag styrs av Algeriets tennisförbund och representerar Algeriet i tennisturneringen Davis Cup, tidigare International Lawn Tennis Challenge. Algeriet debuterade i sammanhanget 1976, och har bland annat spelat semifinal i Europa-Afrikagruppens Grupp II.